# Astragalus charadzeae
Astragalus charadzeae är en ärtväxtart som beskrevs av Aleksandr Alfonsovitj Grossgejm. Astragalus charadzeae ingår i släktet vedlar, och familjen ärtväxter. Inga underarter finns listade i Catalogue of Life.